# رود کل
رودخانه کل یکی از نقاط دیدنی استان هرمزگان در جنوب ایران است. رودخانه کل (شور)، درآغاز این رود با نام «آب شور» از کوه‌های شمالی بخش سعادت آباد سرچشمه می‌گیرد و به سمت جنوب جریان می‌یابد. سپس با دریافت آب شاخه‌های دیگر در حدود ۷۰ کیلومتری غرب بندرعباس با نام «رودخانه کل» به خلیج فارس می‌ریزد. شاخه‌های این رودخانه عبارت‌اند از: «رود شور»، «کریم آباد»، «رود رسول»، «کشک رود»، «عکس رستم» و «رو بان»، این رود به واسطه عبور از تشکیلات نمکی دوره میوسن شور و هیز استفاده‌است به طوری که در طول مسیر چند صد کیلومتری آن، آبادی و روستایی به وجود نیامده است.